# Solitude-ösztöndíj
A Solitude-ösztöndíj a stuttgarti Akademie Schloss Solitude és a József Attila Kör 2005 őszén indult közös irodalmi csereprogramja, melynek keretében évente két-két, majd egy-egy fiatal művész utazik Magyarországról Németországba és a stuttgarti Akademie Schloss Solitude ösztöndíjasai közül Magyarországra, hogy három-három hónapot töltsenek alkotói ösztöndíjjal Budapesten, illetve Stuttgartban.

## Létrejötte
Az együttműködés egy 2004-es magyar–német minisztériumok közti konferenciát követően jött létre, a projektet a megállapodás értelmében a rendelkezésre álló források alapján egyenlő arányban támogatja a hazai kultúráért felelős Emberi Erőforrások Minisztériuma (korábban Nemzeti Erőforrás Minisztérium) és Baden-Württemberg tartomány Tudományos-, Kutatási- és Művészeti Minisztériuma. A program keretében több közös rendezvényt tartott már a József Attila Kör a stuttgarti Magyar Kulturális Intézettel együttműködve, akikkel kölcsönösen fontos partnernek tekintik egymást.

## Célja
A három hónapos külföldi tartózkodás a magyar szerzők számára a nemzetközi kapcsolatépítés fontos és ritka fóruma, tehát kiemelt szerepet játszik a magyar irodalom és kultúra külföldi megismertetésében. Az ösztöndíjasok rendszeresen részt vesznek a fogadó fél által szervezett felolvasásosokon, workshopokon, fesztiválokon, konferenciákon. Az Akademie Schloss Solitude-ben körülbelül harminc, nemzetközileg elismert, de még többnyire pályája elején járó művésszel élnek együtt, közelről nyernek bepillantást különböző országok művészeti és irodalmi életének működésébe, más területeken dolgozó kollégák munkamódszereibe. Az Akademie Schloss Solitude irodalmi sorozatában való megjelenési lehetőség belépő a német nyelvű könyvkiadás terepére. Ennek keretében olyan szerzők jelenhettek meg német nyelven, mint Térey János, Nagy Koppány Zsolt, Krusovszky Dénes és Gerevich András.
A szintén három hónapra hozzánk érkező külföldi íróktól az itthoni irodalmi közeg kap lehetőséget egy másik irodalmi közeg megismerésére, tapasztalatcserére, és a vendégszerző is mélyebb képet kap a magyar irodalmi életről. Az ösztöndíjasoknak minden alkalommal külön rendezvényt szervez a József Attila Kör az érkezésüktől függően ősszel vagy télen, műveik magyar nyelvre történő átültetése során pedig fiatal műfordítókat foglalkoztatnak és indítanak el a pályán. Csak a 2010 óta eltelt időszakban három korábbi ösztöndíjas (a lengyel írónő, Katarzyna Sowula, a kanadai Jonathan Garfinkel, valamint a német Franziska Gerstenberg) könyve jelent meg a József Attila Kör Világirodalmi Sorozatában, amelyeknek bemutatókat is szerveztek.

## Magyar ösztöndíjasok
- 2005: Selyem Zsuzsa
- 2006: Térey János
- 2006: Harcos Bálint
- 2007: Lanczkor Gábor
- 2008: G. István László
- 2009: Krusovszky Dénes
- 2009: Nagy Koppány Zsolt
- 2010: Tóth Krisztina
- 2010: Csehy Zoltán
- 2011: Nagy Ildikó Noémi
- 2012: Gerevich András
- 2013: Tóth Kinga
- 2014: Nemes Z. Márió
- 2015: Szőcs Petra

## Külföldi ösztöndíjasok
- 2005: Margareth Obexer
- 2006: Tilman Rammstedt, Anja Utler, Hans-Werner Klohe, Sumi Jang
- 2007: Esi Edugyan, Sarnath Banerjee
- 2008: Ulrike Syha, Kaiwan Mehta
- 2009: Katarzyna Sowula, Jonathan Garfinkel
- 2010: Franziska Gerstenberg
- 2011: Mikolaj Lozinski
- 2011: Lina Mounzer
- 2013: Katharina Bendixen
- 2014: Michelle Sterling